# UltraVNC
UltraVNC (đôi khi được viết bằng uVNC), là một tiện ích quản trị từ xa/phần mềm máy tính từ xa bằng mã nguồn mở dành cho Microsoft Windows, sử dụng giao thức VNC để điều khiển/truy cập máy tính khác từ xa qua kết nối mạng.

## Đặc trưng
UltraVNC cho phép sử dụng máy tính từ xa như thể người dùng đang ở phía trước nó. Điều này đạt được bằng cách gửi chuyển động chuột và bấm phím đến máy tính từ xa rồi sao chép màn hình của máy tính từ xa (tùy theo sự khác biệt về độ phân giải) cục bộ trong thời gian thực. UltraVNC có sự tương đồng mạnh mẽ với phiên bản miễn phí RealVNC. Tuy nhiên, ngoài điều khiển từ xa, nó còn bổ sung nhiều tính năng khác nhau, chẳng hạn như plugin mã hóa để bảo mật kết nối giữa máy khách và máy chủ. Nó cũng hỗ trợ chuyển đổi tập tin, chức năng trò chuyện và các phương thức xác thực khác nhau. Hai máy tính phải có khả năng giao tiếp qua một mạng duy nhất, chẳng hạn như mạng con cục bộ, mạng nội bộ hoặc Internet. Phần mềm này là một phần mềm miễn phí và được phân phối theo các điều khoản của Giấy phép Công cộng GNU.
Nó có thể sử dụng trình điều khiển nhân bản tùy chọn, được cài đặt trên máy tính điều khiển từ xa, để thông báo nhanh chóng và hiệu quả về sự thay đổi màn hình với tải CPU rất thấp, mặc dù điều này không còn cần thiết trên các phiên bản Windows 10 mới nhất .

## Lịch sử
UltraVNC được phát triển bằng các ngôn ngữ lập trình như C, C ++ và Java.
Bản phát hành 1.0.6.4 đã thêm hỗ trợ để hoạt động như một dịch vụ Windows trong phần Kiểm soát tài khoản người dùng (UAC).

## Điều khiển ngược
UltraVNC đáng chú ý là cơ sở cho các tùy chọn bằng trợ giúp từ xa nên không cần cài đặt miễn phí, bao gồm UltraVNC Single Click ("SC") và PCHelpWare. Chúng hoạt động bằng cách tạo các tệp thực thi được cấu hình sẵn có thể được tải xuống và chạy trên các hệ thống cần hỗ trợ; các ứng dụng này sau đó kết nối lại với phần mềm máy chủ khi đang chạy trên hệ thống được cung cấp hỗ trợ.